# Włodzimierz Anioł
Włodzimierz Krzysztof Anioł – polski politolog, profesor nauk humanistycznych, profesor zwyczajny na Wydziale Nauk Politycznych i Studiów Międzynarodowych Uniwersytetu Warszawskiego.

## Życiorys
W 1978 ukończył studia na Wydziale Dziennikarstwa i Nauk Politycznych UW. Tam też w 1982 uzyskał stopień naukowy doktora oraz – na podstawie dorobku naukowego i rozprawy pt. Geneza i rozwój procesu globalizacji – w 1990 otrzymał stopień doktora habilitowanego nauk humanistycznych w zakresie nauk o polityce. Profesorem nadzwyczajnym UW został w 1992. W 2003 prezydent RP Aleksander Kwaśniewski nadał mu tytuł naukowy profesora nauk humanistycznych. W 2009 został profesorem zwyczajnym UW.
W latach 1995–1996 jako Mellon Research Fellow prowadził badania w Netherlands Institute for Advanced Study in the Humanities and Social Sciences (NIAS). Pracował też w Instytucie Studiów Politycznych Polskiej Akademii Nauk, wykładał w Szkole Nauk Społecznych PAN (GSSR) i w Szkole Wyższej Psychologii Społecznej (SWPS) w Warszawie. Od roku 2011 do 2015 był przewodniczącym Rady Naukowej Instytutu Zachodniego w Poznaniu. Pełnił też rolę eksperta i doradcy w Ministerstwie Spraw Zagranicznych i w Kancelarii Prezydenta RP, a także był członkiem Rady Integracji Europejskiej przy Prezesie Rady Ministrów.
Został wybrany członkiem Centralnej Komisji do Spraw Stopni i Tytułów na kadencję 2013–2016 oraz  2017–2020. Wcześniej był członkiem Komitetu Nauk Politycznych PAN oraz Komitetu Prognoz „Polska w XXI w.” przy Prezydium PAN. 
Zajmuje się teoretycznymi i praktycznymi zagadnieniami polityki publicznej, problematyką rozwoju i modernizacji w ujęciu porównawczym, międzynarodową polityką społeczną, globalizacją, integracją europejską, skandynawskimi welfare states, procesami migracyjnymi.
Jest autorem 15 książek oraz blisko 300 rozdziałów w pracach zbiorowych i artykułów w periodykach naukowych. Jego publikacje były wielokrotnie nagradzane w konkursach na najlepszą monografię roku, organizowanych m.in. przez Polski Instytut Spraw Międzynarodowych oraz Komitet Nauk o Pracy i Polityce Społecznej PAN. W 2021 r. praca „Trzecia Rzeczpospolita w trzech opowieściach” została uhonorowana politologiczną Nagrodą im. Profesora Jana Baszkiewicza. Artykuły publicystyczne i reportaże publikował w „Polityce”, „Tygodniku Powszechnym”, „Gazecie Wyborczej” i nieistniejącym już tygodniku „itd”.

## Wybrane publikacje
W dorobku publikacyjnym W. Anioła znajdują się m.in. takie pozycje jak:
- Narody Zjednoczone wobec problemów społecznych (1988)
- Międzynarodowa polityka społeczna (1989)
- Migracje międzynarodowe a bezpieczeństwo europejskie (1992)
- Europejski fin de siecle. Przeobrażenia struktur międzynarodowych (1996)
- Poland's Migration and Ethnic Policies: European and German Influences (1996)
- Paradoksy globalizacji (2002)
- Europejska polityka społeczna. Implikacje dla Polski (2003)
- Szlak Norden. Modernizacja po skandynawsku (2013)
- Nowa opiekuńczość? Zmieniająca się tożsamość polityki społecznej (2015)
- Bezład warszawski. O erozji i odnowie przestrzeni publicznych (2019)
- Trzecia Rzeczpospolita w trzech opowieściach. Wokół polskich przemian 1989-2019  (2020)